# 書顏舌鰨
書顏舌鰨（学名：Cynoglossus suyeni），又名牛舌、龍舌、扁魚、皇帝魚、比目魚，为輻鰭魚綱鰈形目鰨亞目舌鰨科舌鰨屬下的一个种，棲息深度176-421公尺，分布於西太平洋台灣、菲律賓、印尼等海域，體長可達27.5公分，棲息在底層水域，生活習性不明。

## 扩展阅读
- 維基物種上的相關：書顏舌鰨